# 祝山線

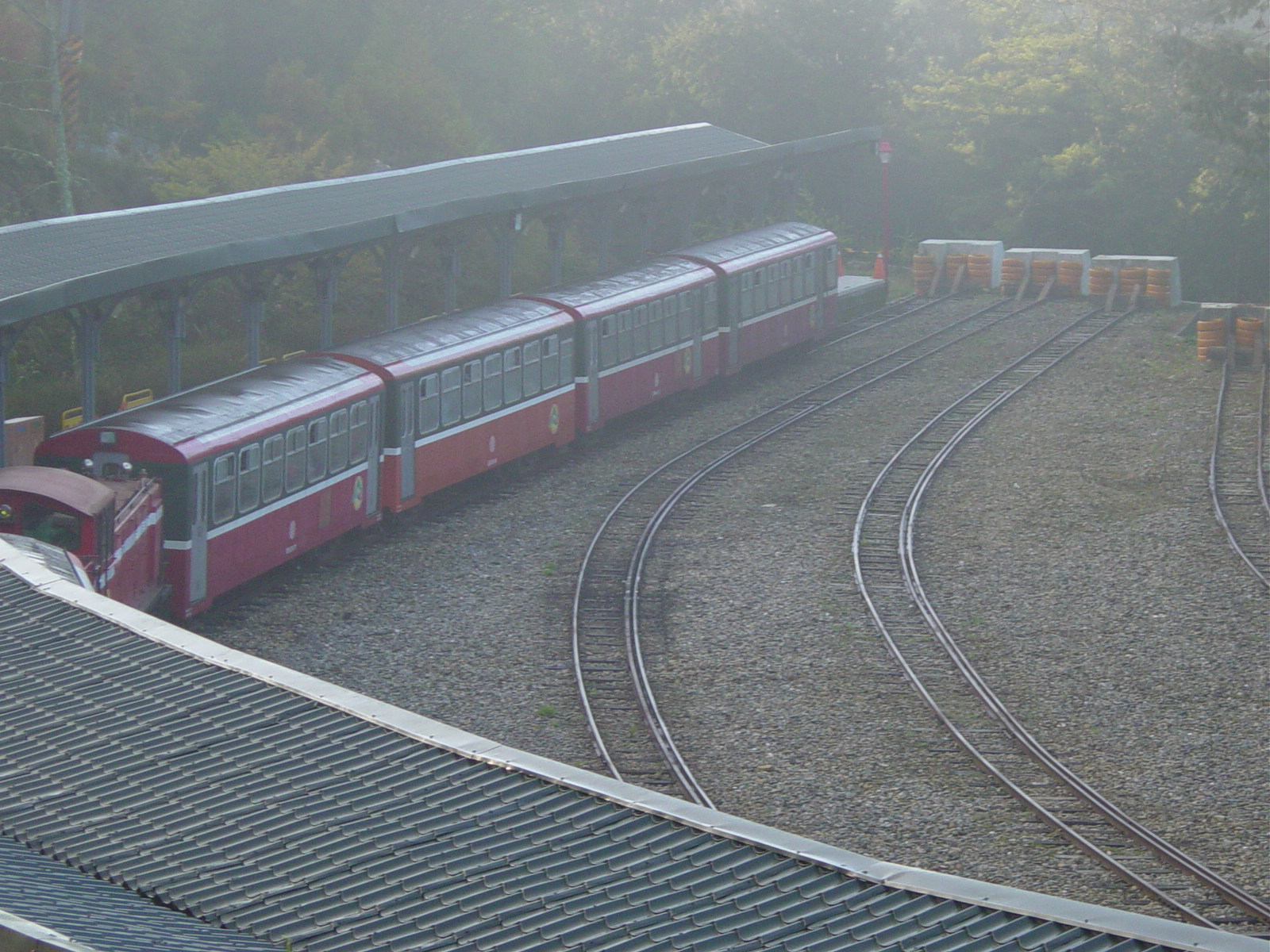
祝山駅と停車中の列車

祝山線（しゅくさんせん/Jushan Line）は台湾にある阿里山森林鉄路の阿里山駅と祝山駅を結ぶ鉄道路線である。

## 概要
全長6.25km、軌間762mmで全線単線、純粋な観光鉄道である。阿里山新駅の海抜2216mから祝山駅の海抜2451mまで登る。十字分道駅までは眠月線と共用で、十字分道駅から右に分岐して対高岳の下を抜けて祝山（標高2489m）へ向かう。対高岳駅前後など一部区間は南投県内を走行する。
1971年に祝山専用林道が開通し、林務局所属の御来光を見る観光客を輸送する祝山バス（祝山客運）が運営された。ただし民間の未認可のバス（地元では「野鶏車」と呼ぶ）からの強い競争と安全性の確保のため、林道を閉鎖し、鉄道の建設を決定した。阿里山森林鉄路で唯一中華民国政府によって建設された路線である。工事には1年半かかり、1984年5月21日に工事を開始して、1986年1月13日に正式開通した。
終点の祝山駅は台湾で最も高い鉄道駅である。駅近くには観日樓という日の出を見る為の施設が有ったが、1999年の921大地震で倒壊した。祝山駅前には屋台が出ていて朝食を売っている。

## 運行
阿里山に宿泊し、山上から御来光を見る観光客を輸送するため、列車ダイヤもそれに特化した内容である。日の出時刻は季節によって変化するので四季によって運行ダイヤが異なる。夜明け前に阿里山駅から祝山駅に到着し、日の出観賞が終わった頃に祝山駅から阿里山駅へ戻り、午前中に運行終了する。2008年2月現在、平日は3往復であるが、休日の祝山行きは6列車と倍増する。春の花見の時期など多客時には増発する。夏季の休日始発は阿里山駅発午前3時10分、冬季でも休日始発は午前4時20分と台湾では最も早い時間に運行開始する鉄道路線である。
使用車両はロングシートの普通客車であり、ディーゼル機関車1台に4両の客車が一編成である。阿里山駅から祝山駅へは推進運転である。
休日の阿里山行きの一部は2列車を連結して運行する。
客車は、1994年製の祝8300形で、中間車仕様と緩急車仕様がある。緩急車の祝山側車端部には推進運転時に前方監視を行うための乗務員室が設けられており、室内には非常ブレーキ弁、無線機、警笛が設置されている。乗務員室側の妻面には前方監視窓や前照灯があり、一見プッシュプル運転用制御客車にも見えるが機関車の制御機能はない。

## 路線・駅データ
| 駅名             | 海抜 (m) | 営業距離 （阿里山起点） | 営業期間                                  | 備考                                 |
| ---------------- | -------- | ----------------------- | ----------------------------------------- | ------------------------------------ |
| 阿里山駅（新駅） | 2,216    | 0                       | 1981年1月 - 1999年9月21日 2007年9月13日 - | 阿里山線終点。眠月線と共通の始発駅。 |
| 沼平駅           | 2,274    | 1.3                     | 1914年 -                                  | 旧阿里山駅。水山線との分岐駅。       |
| 十字分道駅       | 2,332    | 2.9                     | 1915年 -                                  | 無人駅。眠月線との分岐駅。           |
| 対高岳駅         | 2,350    | 4.9                     | 1986年 -                                  | 無人駅。現在は臨時駅。               |
| 祝山駅           | 2,451    | 6.25                    | 1986年 -                                  |                                      |

## ギャラリー

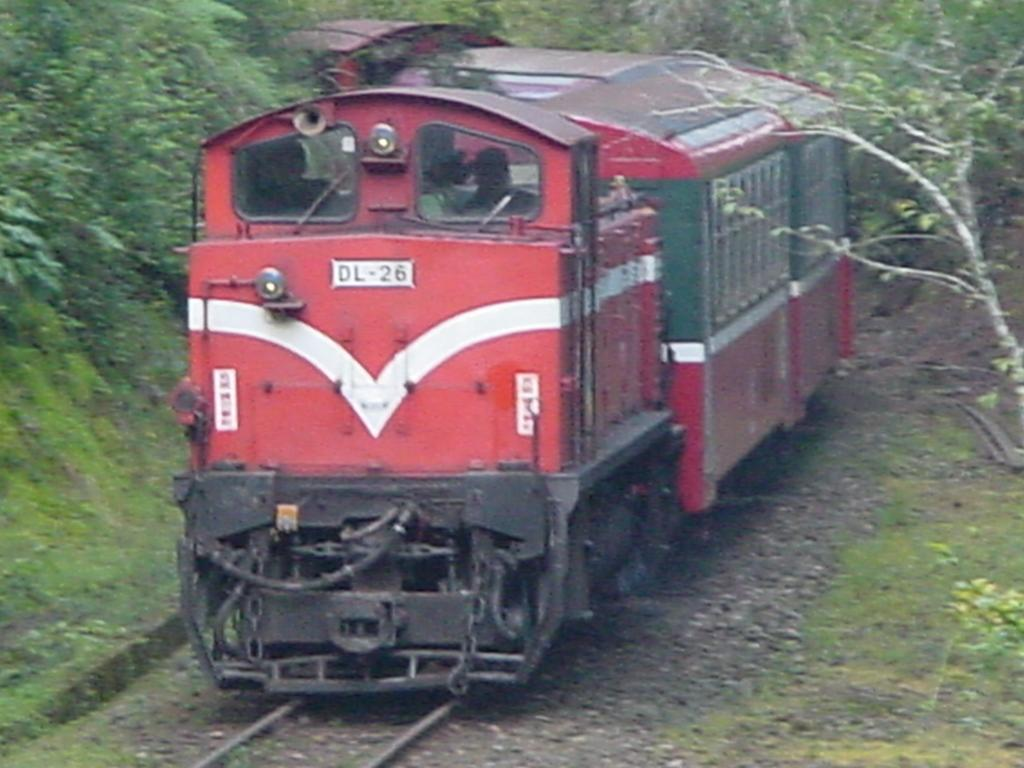
祝山線のDL-26牽引列車
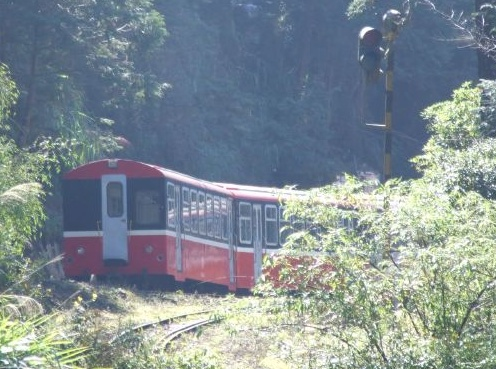
祝山線の客車
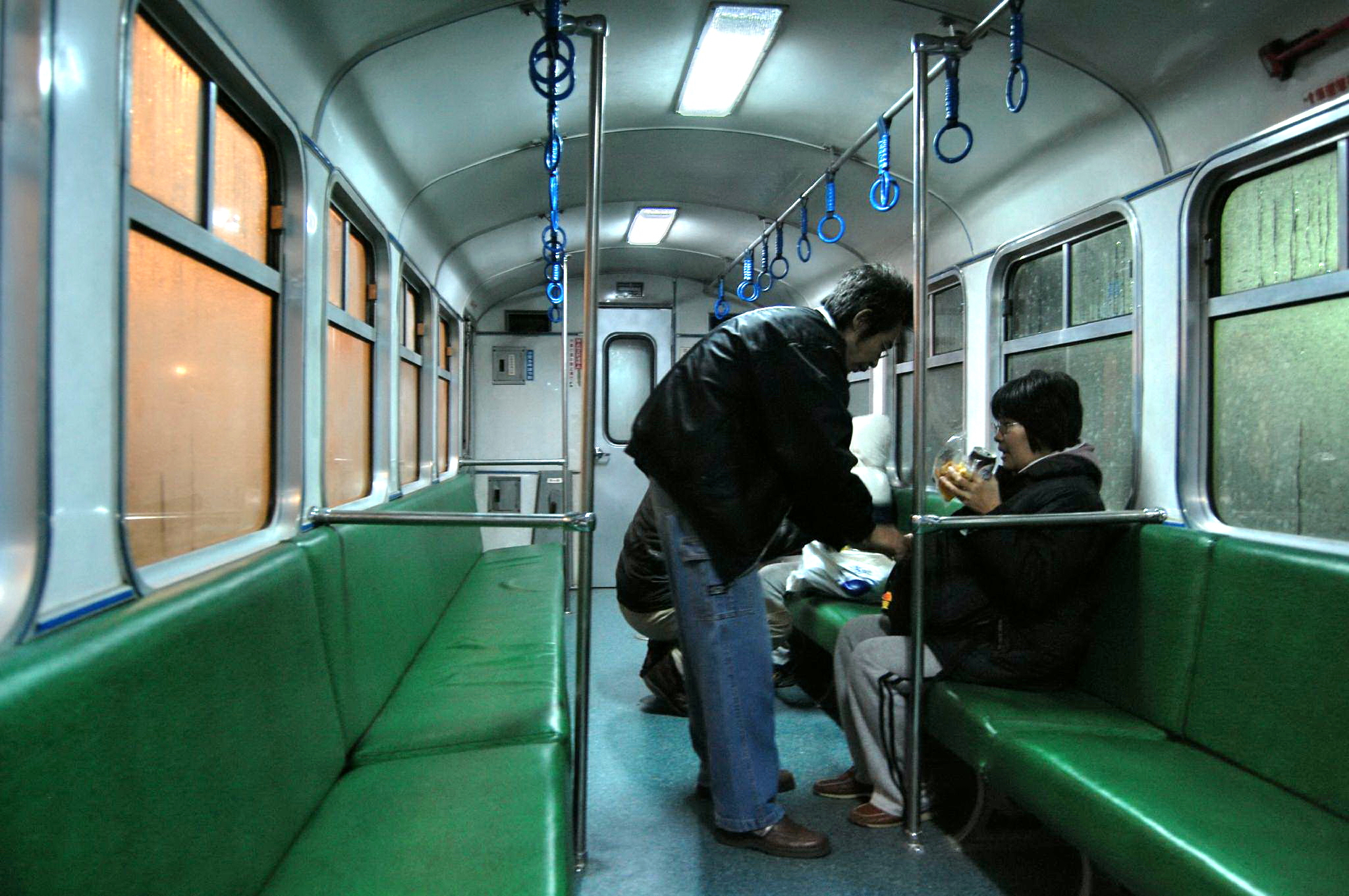
祝山線の客車車内
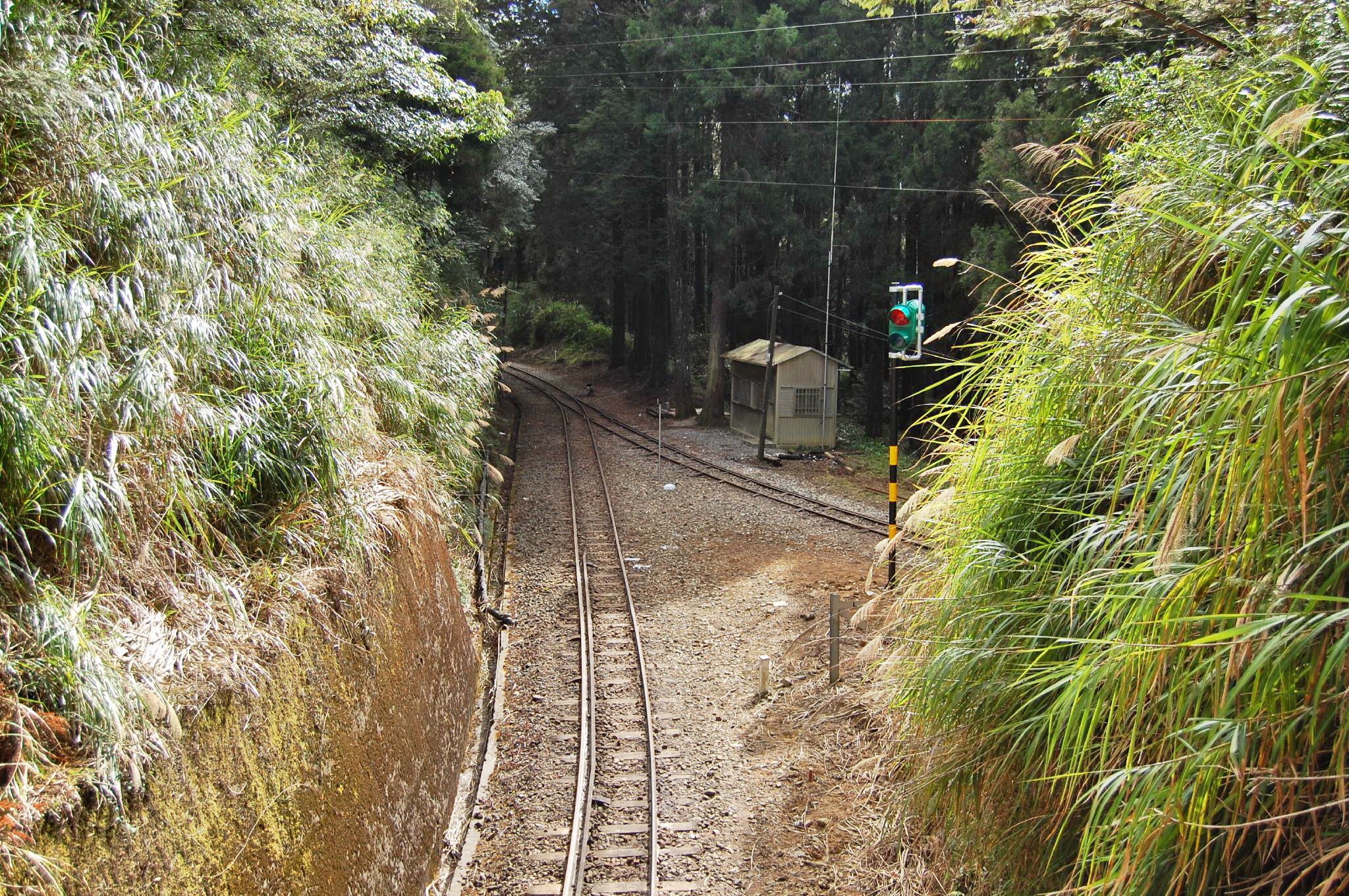
眠月線との分岐（信号場）、手前が祝山線
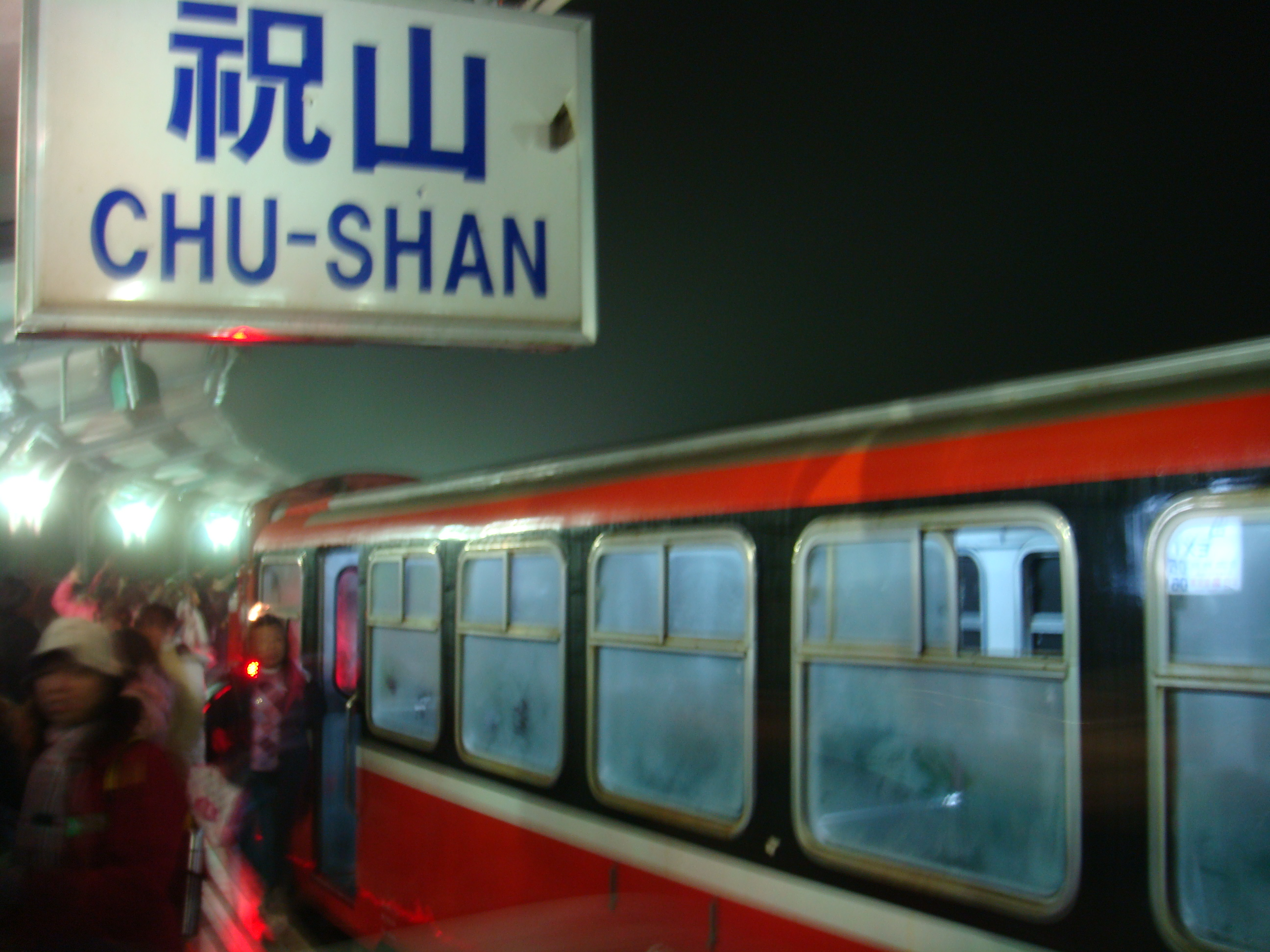
祝山駅に阿里山からの列車が到着した光景
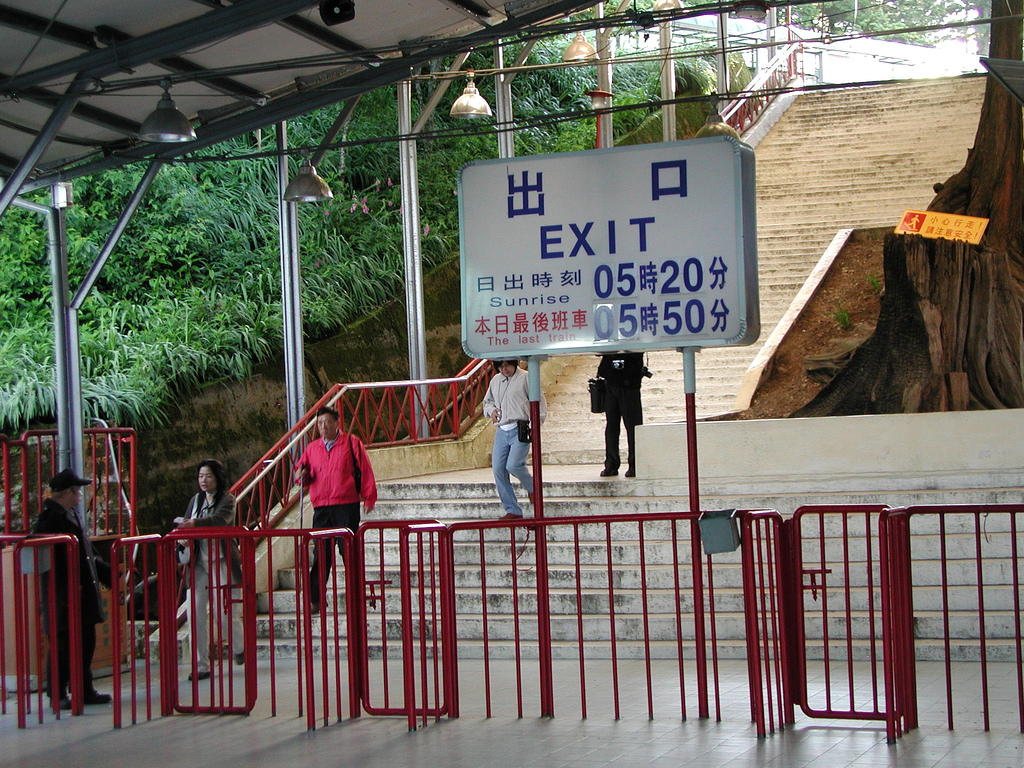
祝山駅改札口。日の出時刻と阿里山行き最終列車の出発時刻を掲示
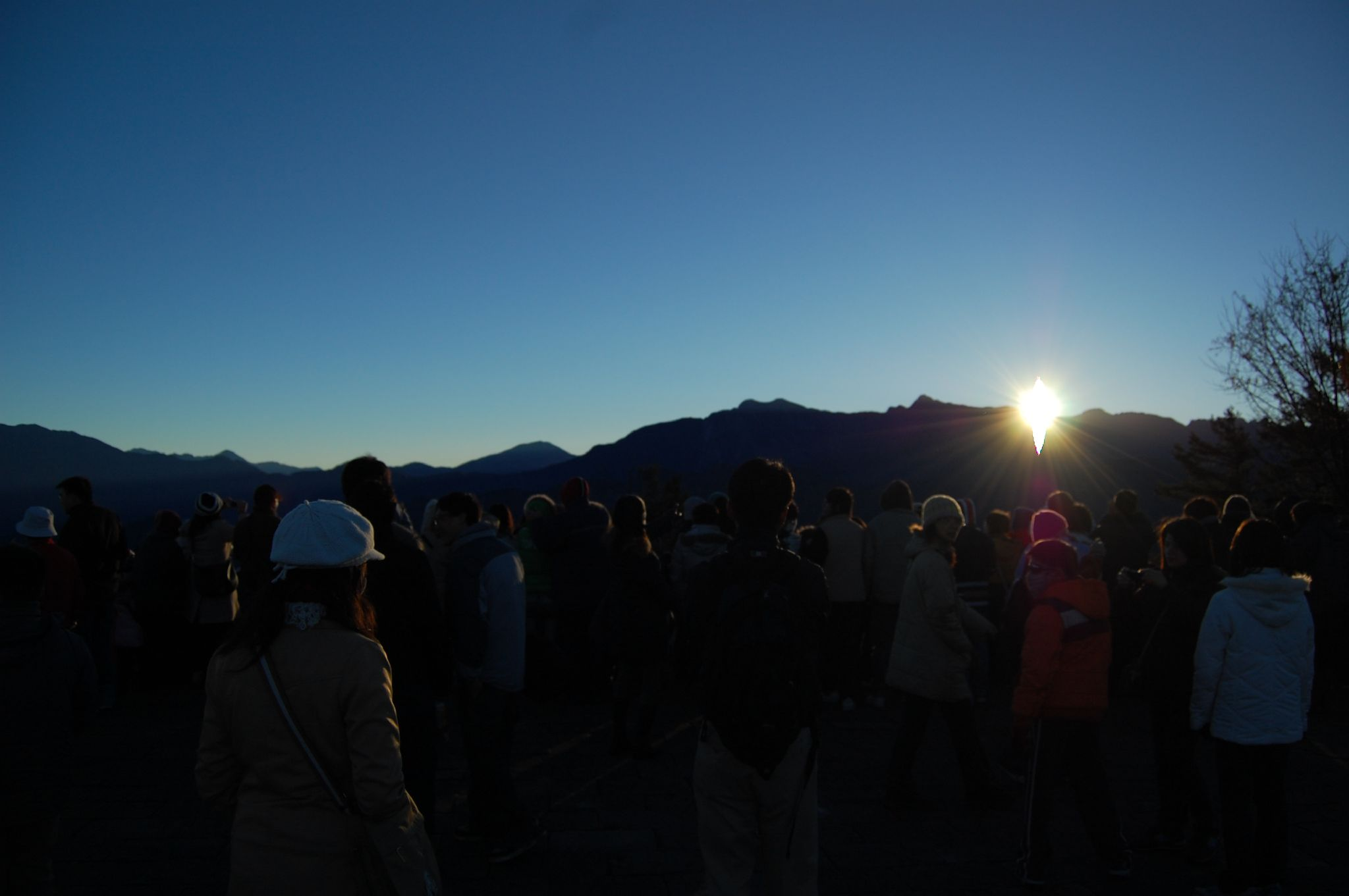
日の出とそれを見る人々